# Polsslagader
De polsslagader, spaakbeenslagader of arteria radialis is een van de twee slagaders die ontspringen uit de bovenarmslagader (arteria brachialis) en loopt aan de duimzijde van de pols. De andere slagader is de ellepijpslagader (arteria ulnaris). Beide slagaders voorzien de hand van bloed. Daardoor kan een van beide gemist worden.
De polsslagader wordt vaak gebruikt bij een omleidingsoperatie (bypass) van het hart, indien er wordt gekozen voor een bloedvat uit de arm. Medici gebruiken de polsslagader ook vaak om de polsslag te voelen en te meten. Ook wordt deze slagader vaak gebruikt om bloed af te nemen voor een bloedgasanalyse.
Doordat de katheters kleiner zijn geworden, is het ook mogelijk een hartkatheterisatie uit te voeren via de polsslagader in plaats van via de dijslagader (arteria femoralis).

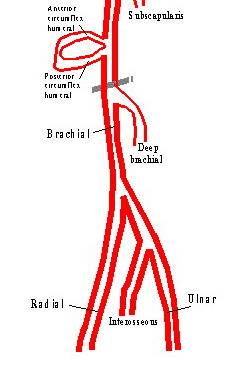
Schema slagaders onderarm